# Eucereon clementsi
Eucereon clementsi är en fjärilsart som beskrevs av William Schaus 1892. Eucereon clementsi ingår i släktet Eucereon och familjen björnspinnare. Inga underarter finns listade i Catalogue of Life.